# FN/Browning Auto-5

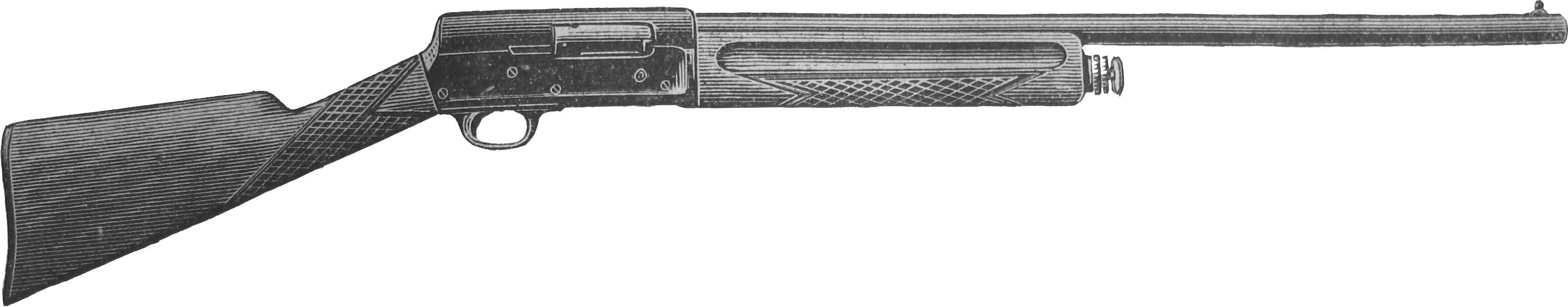
Le Browning Auto-5 dans le catalogue FN 1909 avec un canon sans bande ventilée et avec une crosse anglaise.

Le FN/Browning Auto-5 fut le premier fusil semi-automatique de chasse apparu sur le marché. 4 000 000 d'Auto-5 furent vendus en 96 ans. En 2013, la FN Herstal a sorti un nouveau fusil de chasse appelé Browning A-5 en misant sur l'aura de l'Auto-5.

## Présentation

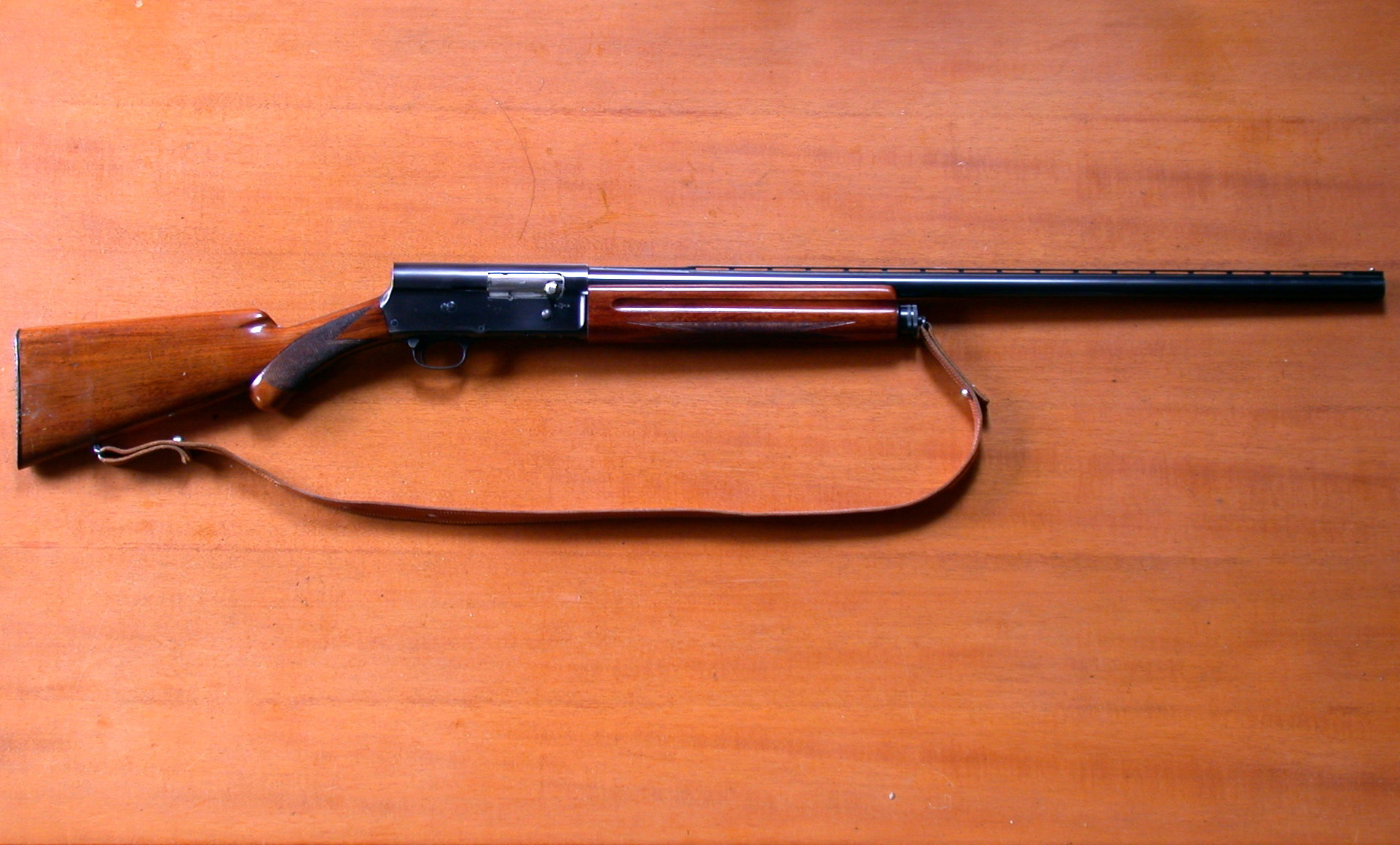
Le Browning Auto-5 avec un canon long à bande ventilée et crosse-pistolet.

Sa production, en Belgique puis au Japon, dura de 1905 à 1999. Aux États-Unis, sa licence de fabrication fut vendue à Remington et à Savage-Stevens donnant naissance aux Remington M11 et Savage 720. Cette arme semi-automatique fonctionne grâce au long recul du canon. Les garnitures sont en bois depuis l'origine. Il existe plusieurs longueurs de canon agissant ainsi sur les dimensions et la masse du fusil. Ils sont très populaires chez les chasseurs et dans la British Army.

## Données chiffrées
« Modèle Chasse »
- Munition : Calibre 12/Calibre 16/Calibre 20
- Longueur totale : 1,10-1,30 m
- Canon : 61/66/71/76/81 cm
- Matériau de la carcasse : acier ou duraluminium
- Masse du fusil vide : 2,8 kg (carcasse alliage & canon de 61 cm)/4,1 kg (carcasse acier & canon de 81 cm)
- Capacité : 2-4 cartouches + 1 dans la chambre

« Modèle FN Police »
- Munition : calibre 12
- Longueur totale : 1 m
- Matériau de la carcasse : acier
- Masse du fusil vide : 3,6 kg
- Capacité : 4 cartouches + 1 dans la chambre

## Dans la culture populaire
Depuis Thunder Road, le  fusil FN Auto-5 (ou sa version US : le Remington M11) est utilisé au cinéma, dans les séries télévisées ou dans les jeux vidéo :
Films
- Opération Tonnerre
- O Brother, where art thou?
- Le Flingueur (version originale avec Charles Bronson)
- Magnum Force
- Le Juge Fayard dit le Shériff
- Cotton Club
- Un silencieux au bout du canon
- Œil pour œil   - arme utilisé par le Texas Ranger J. J. MacQuade, alias Chuck Norris
- Échec et Mort

Séries TV
- Shérif, fais-moi peur
- The Three Stooges
- Boardwalk Empire

Jeux vidéo
- Hunt: Showdown ("Crown & King Auto-5")

- Team Fortress 2
- Le Parrain 2
- Red Dead Redemption
- Medal of Honor : Batailles du Pacifique  (sous l’appellation Model 11, le modèle de Remington)
- Battlefield 1942 (uniquement dans l'extension Arsenal secret)
- Battlefield 1
- Battlefield V
- Call of Duty: Vanguard  (sous l’appellation Gracey Automatique)

## Sources & bibliographie
Cette notice est issue de la lecture des revues spécialisées de langue française suivantes :
- Cibles (Fr)
- AMI/ArMI/Fire (B)
- Gazette des armes (Fr)
- Action Guns (Fr)
- Le Chasseur français